# Garth Stein
Garth Stein is een Amerikaans schrijver en cineast. Hij werd geboren in Los Angeles (Californië), maar groeide op in Seattle (Washington). Stein studeerde aan de Columbia-universiteit.
In 1991 co-produceerde hij de korte film The Lunch Date, welke geprezen werd met een Academy Award. Daarnaast schreef Stein verschillende romans: Raven Stole the Moon (1998), How Evan Broke His Head and Other Sectrets (2005) en The Art of Racing in the Rain (2008). Zijn nieuwste roman verscheen in Nederland onder de titel De kunst van het rijden in de regen.